# Messparodie
Eine Messparodie war eine mittelalterliche Form, die Texte der heiligen Messe leichtfertig-frivol zur Parodie zu verfremden und in Narrenmessen bei „Narrenfesten“ (lat. Festa stultorum, franz. Fêtes du fous) zu vollziehen. Eine bekanntere Form solcher Parodien war die  sogenannte Eselsmesse Anfang Januar.
Die Texte der Messe, vom Stufengebet bis zum Ite, missa est, wurden nachgeahmt und ins Komische gewendet, zum Teil blasphemisch umgeformt. Ausgenommen war allerdings der Messkanon mit der Wandlung, möglicherweise aus Scheu oder aber, weil der leise gesprochene Text des Kanons unbekannt war. Erste Zeugnisse datieren aus dem 13. Jahrhundert, zahlreich waren Messparodien im 15./16. Jahrhundert, danach wurden sie zum Teil unterdrückt und verschwanden. 
Ein Element war der Rollentausch: Angehörige der niederen Weihen wie die Subdiakone übernahmen für einen Tag die Rolle von Bischöfen und Priestern, persiflierten sie und trieben Schabernack mit den Riten, indem sie etwa anstelle des Asperges den Zelebranten mit Wasser übergossen. Nicht selten wurde in dichterisch kunstvoller Art auch Kritik an bestehenden Verhältnissen in Kloster und Kirche zum Ausdruck gebracht. Die Verfasser stammten in den meisten Fällen aus dem innerkirchlichen Bereich.
Thematisch konnten die Messparodien variieren. Eine „Säufer- oder Spielermesse“ (Missa potatorum et lusorum) begann etwa mit Introibo ad altare Bacchi („Ich will hintreten zum Altar des [Weingottes] Bacchus“ statt „zum Altare Gottes“, Introibo ad altare Dei im Stufengebet) und endete statt mit Ite, missa est – Deo gratias mit Ite bursa vacua – Reo gratias („Geht, der Beutel ist leer“ – „Dank sei dem Angeklagten“). 
Es gab „Spielmessen“, am häufigsten waren die „Eselsmessen“. Auch gegen andere gerichtete Messparodien kamen vor, etwa gegen die Anhänger von John Wyclif und Jan Hus (Missa contra Hussitas) oder – als vereinzelte Spätform noch im 18. Jahrhundert – als Messa della defonta compagnia Loiolitica gegen den Jesuitenorden gerichtet.